# Błyskotka jasna

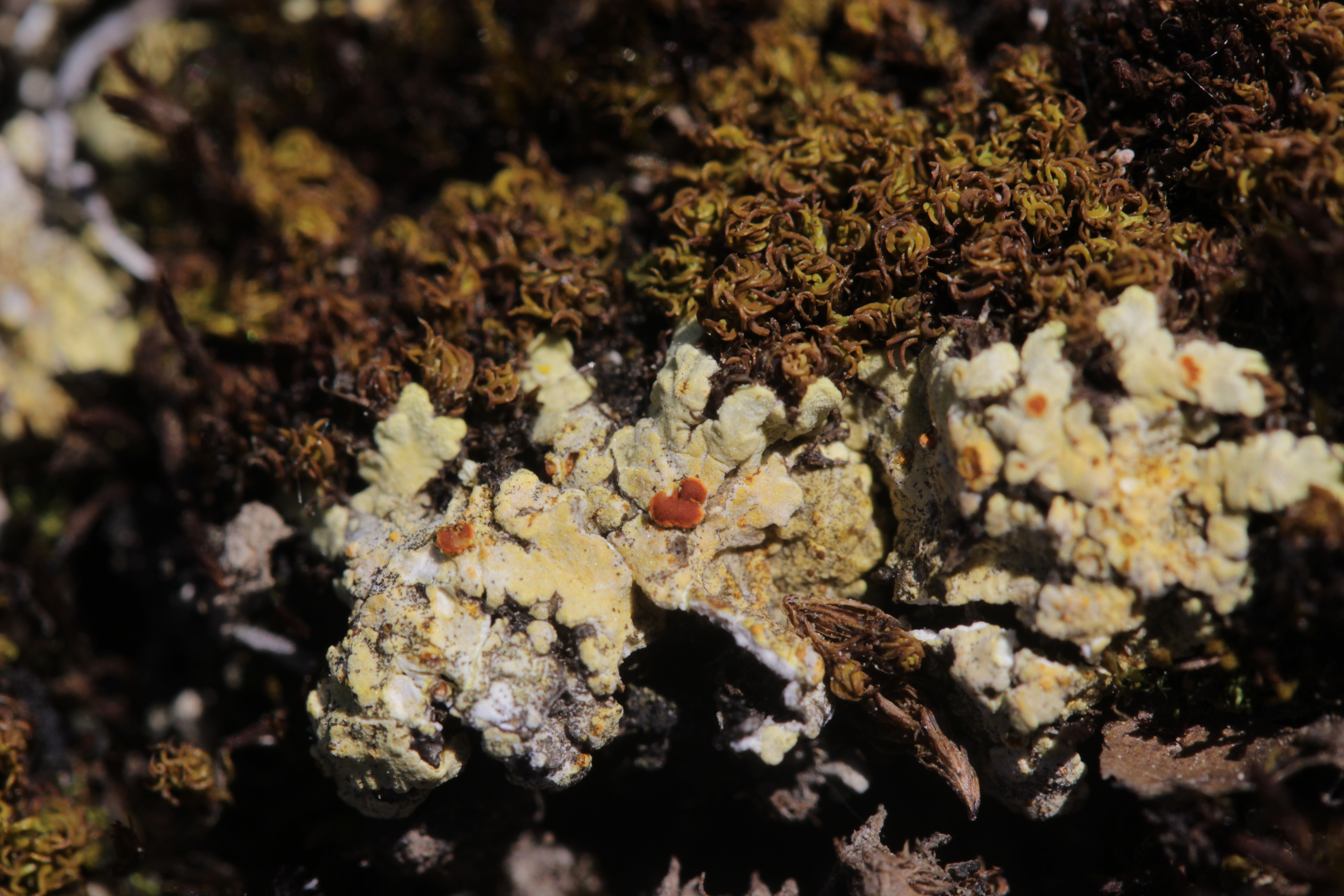

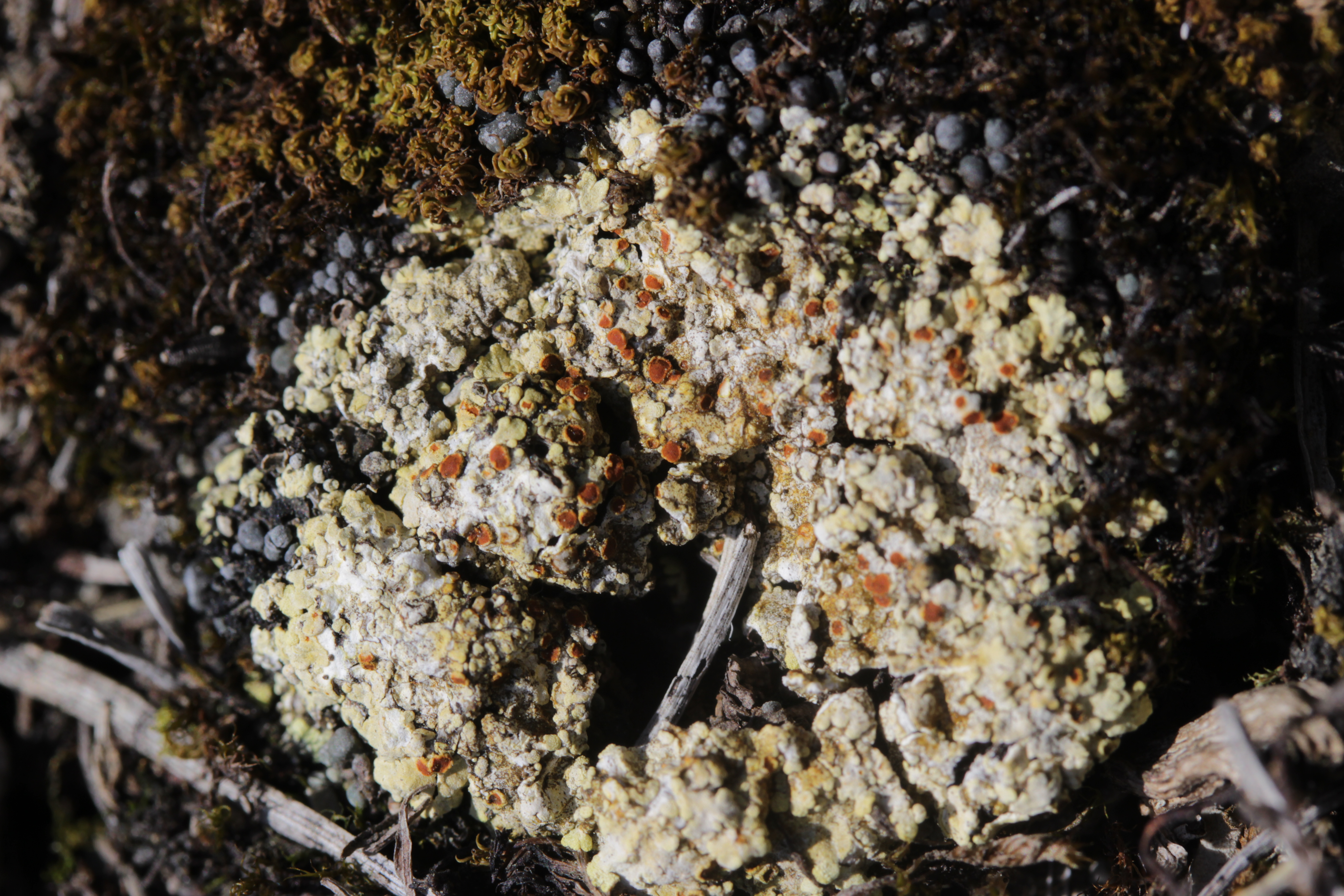

Błyskotka jasna (Gyalolechia fulgens (Sw.) Søchting, Frödén & Arup – gatunek grzybów z rodziny złotorostowatych (Teloschistaceae). Ze względu na współżycie z glonami zaliczany jest do porostów.

## Systematyka i nazewnictwo
Pozycja w klasyfikacji według Index Fungorum:  Gyalolechia, Teloschistaceae, Teloschistales, Lecanoromycetidae, Lecanoromycetes, Pezizomycotina, Ascomycota, Fungi.
Po raz pierwszy takson ten zdiagnozował w 1784 r. Olof Peter Swartz nadając mu nazwę Lichen fulgens. Obecną, uznaną przez Index Fungorum nazwę nadali mu w 2013 r. Søchting, Frödén i Arup.
Synonimy:

- Biatora fulgens (Sw.) Fr. 1845
- Biatora fulgens (Sw.) Fr. 1845 var. fulgens
- Caloplaca fulgens (Sw.) Körb. 1862
- Caloplaca fulgens (Sw.) Körb. 1862  f. fulgens
- Fulgensia fulgens (Sw.) Elenkin 1907
- Fulgensia fulgens (Sw.) Elenkin 1907 var. fulgens
- Lecanora friabilis var. fulgens (Sw.) Rabenh. 1845
- Lecanora fulgens (Sw.) Ach. 1810
- Lecanora fulgens (Sw.) Ach. 1810 var. fulgens
- Lichen fulgens Sw. 1784
- Parmelia friabilis var. fulgens (Sw.) Schaer. 1840
- Parmelia fulgens (Sw.) Ach. 1803
- Parmelia fulgens (Sw.) Ach. 1803 var. fulgens
- Patellaria fulgens (Sw.) Wallr. 1831
- Patellaria fulgens (Sw.) Wallr. 1831 var. fulgens
- Placodium fulgens (Sw.) DC. 1805
- Placodium fulgens (Sw.) DC. 1805 subsp. fulgens
- Placodium fulgens (Sw.) DC. 1805 var. fulgens
- Psoroma fulgens (Sw.) A. Massal. 1852
- Psoroma fulgens (Sw.) A. Massal. 1852 f. fulgens
- Squamaria fulgens (Sw.) Hook. 1844)
- Squamaria fulgens (Sw.) Hook. 1844 var. fulgens
- Zeora fulgens (Sw.) Flot. 1849

Nazwa polska według Krytycznej listy porostów i grzybów naporostowych Polski.

## Morfologia
Plecha jednolistkowa o średnicy do 3 cm, ściśle przylegająca do podłoża. Ma okrągławy kształt, ale często jest nieregularna. Barwa białożółtawa, siarkowa, cytrynowożółta, do żółtopomarańczowej, w środku czasami biała. Powierzchnia często delikatnie przyprószona. Na obwodzie występują dość wyraźne odcinki o średnicy do 1,5 mm, o końcach zaokrąglonych lub wcinanych. W środku plecha jest jednolita, skorupiasta. Dolna powierzchnia o barwie od białawej do brunatnej. Chwytników brak.
Zbudowana z paraplektynchymy górna kora ma grubość 17–50 μm, kora dolna 75–175 μm. Plecha zawiera glony protokokkoidalne. Warstwa glonów ma grubość 50–80 μm.
Dość często występują owocniki typu apotecjum lekanorowe. Mają średnicę do 1,5 mm i płaskie lub wypukłe tarczki o barwie od ciemnopomarańczowej przez rdzawobrunatną do czerwonobrunatnej. Posiadają cienki, trwały lub zanikający brzeżek własny ubarwiony jak plecha, lub nieco jaśniejszy. Początkowo jest zasłonięty przez żółtawy brzeżek plechowy. Worki 8–zarodnikowe. Askospory jednokomórkowe, bezbarwne, elipsoidalne, proste, o rozmiarach 10–15 × 4–5 μm. Pyknidia nie występują.
Reakcje barwne: plecha K+ purpurowa. Zawiera pigmenty antrachinonowe.

## Występowanie i siedlisko
Błyskotka jasna na półkuli północnej jest szeroko rozprzestrzeniona, ale bardzo rzadka. W Polsce jest również bardzo rzadka, znana z nielicznych tylko stanowisk na Pobrzeżu Południowobałtyckim, Pojezierzu Południowobałtyckim, Sudetach, Wyżynie Małopolskiej i Centralnych Karpatach Zachodnich. Niektóre z tych stanowisk podane zostały jeszcze w XIX wieku lub pierwszej połowie XX wieku.
Rośnie na podłożu wapiennym; na wapnistej glebie i na mchach, w środowisku suchym.
W Polsce znajduje się na Czerwonej liście roślin i grzybów Polski. Ma status CR – gatunek krytycznie zagrożony, znajdujący się na granicy wymarcia w stanie dzikim. Podlega ścisłej ochronie gatunkowej.